# Gesloten huis
Gesloten huis is de eerste roman van Nicolaas Matsier, geschreven in 1994.

## Verhaal
Tjit Reinsma (de echte naam van Matsier) is zijn ouderlijk huis aan het opruimen. Zijn ouders zijn beiden gestorven en hij moet samen met zijn broer en zus het huis opruimen. Bij ongeveer elk voorwerp dat hij tegenkomt hoort weer een uitgebreid verhaal. Zelfs van de simpelste dingen zoals een boodschappentas of een kookboek weet hij een verhaal te vertellen.
Nadat het hele huis is opgeruimd gaat hij in zijn eigen huis opruimen. Daar komt hij onder meer aantekeningen tegen uit een periode van een psychische crisis, dertien jaar eerder. Ook dat wordt verwerkt in het verhaal.

## Prijzen
- 1995 - Ferdinand Bordewijk Prijs
- 1995 - Mekka-prijs